# Rh-anpassad utbildning
Rh-anpassad utbildning är speciellt anpassad för ungdomar med svåra rörelsehinder. Rh-anpassad utbildning finns vid de fyra riksgymnasierna (Rg/Rh) i Stockholm, Göteborg, Umeå och Kristianstad.